# Sandalen-Maler
Der Sandalen-Maler war ein attisch-schwarzfiguriger Vasenmaler. Seine Werke werden etwa in den Zeitraum zwischen 575 und 555 v. Chr. datiert.
Der Sandalen-Maler gilt als ein qualitativ eher gering einzuschätzender Künstler, der sich auf die Verzierung von Siana-Schalen spezialisiert hatte. Er konnte dabei jedoch nicht die künstlerischen Qualitäten etwa des C-Malers, des Heidelberg-Malers oder des Malers von Boston CA erreichen. Seine flüchtig gearbeiteten Figuren haben kleine Augen und Köpfe. Neuerungen verschloss er sich nicht, so bemalte er einen neueren Vasentypus, die Schulterlekythen. Seine Namenvase befindet sich im Museum von Bologna (PU 204) und zeigt Figuren, die Sandalen tragen.